# 백두대간협곡열차
백두대간협곡열차(白頭大幹峽谷列車)는 코레일 주관으로 영동선을 운행하는 관광열차로 중부내륙권 무궁화소화물차를 사용하며 새마을호 특실 등급으로 운행되고 있다. V-train(브이트레인)이라는 별칭을 가지고 백두대간 협곡을 누비며, 재롱을 부리는 아기 백호와 닮았다 하여 아기 백호 열차라 애칭하기도 한다.

## 개요
백두대간협곡열차로 2013년 4월 12일 운행을 시작하였다. 이 열차는 열차가 아니면 갈 수 없는, 하늘과 땅이 모두 세 평인 백두대간 협곡구간을 왕복 운행하는 열차이다. 3량 1편성이 존재하며 전용 기관차도 2량이 존재한다. 대한민국 최초의 개방형 관광열차로 알려져 있다. 한때 철도파업으로 인해 운행이 중단되기도 하였으나, 2014년 1월 4일부로 운행을 재개하였다.
아울러 동절기에는 별밤열차라는 이름의 야간운행을 한다.

## 시설
친환경 열차를 표방하기 때문에 객차 내에 화장실이나 냉난방설비 등의 편의시설이 없으며, 객실 내에서 전력 공급을 받을 수 없었으나 고객들의 불만으로 냉난방설비가 설치되었다. 다만 여름철의 더위에 대응하기 위해 각 객실마다 선풍기가, 겨울철의 추위에 대비하여 각 객실별로 난로가 설치되어 있다. 선풍기 및 카페 등에서 쓰이는 전기는 객차 지붕에 있는 태양광 발전 설비와 전용 기관차에 설치된 객차전원 공급장치를 사용하여 공급된다. 발전차가 별도로 없기 때문에 철암 방면은 1호차, 분천 방면은 3호차 맨 뒤에서 후면조망을 볼 수 있었으나 냉난방설비의 설치로 3호차에 동력차가 설치되었다.

## 명칭의 의미
- 이 열차의 별칭인 V-Train에서 V는 Valley의 약자임과 동시에 협곡의 모양을 의미한다.

## 운행 구간
- 2013년 4월 30일까지는 철암역 ~ 승부역 ~ 양원역 ~ 분천역 간을 1일 3회 왕복 운행하였다. 현재는 3회 중 1회[6]를 분천역에서 영주역까지 연장 운행하며 분천역, 양원역, 승부역, 철암역에서는 동해산타열차와 연계된다.
- 동절기 일몰 시간을 고려하여 11월부터는 1일 2회 왕복 운행[7] 하며 12월 중순 이후에는 별밤열차가 추가되어 1일 3회 왕복한다.
- 석포역을 기준으로 분천역까지의 구간은 정상 속도보다 느린 시속 30 km/h로 운행하지만, 철암역까지의 구간 및 상행 막차와 하행 첫차에 한해 운행하는 분천역 ~ 영주역 운행시에는 정상 속도인 시속 60 km/h로 운행한다.
- 2021년 1월 5일 시간표 개정으로 철암발 분천행 막차가 영주역으로 연장 운행하게 되었으며 현재 운행구간은 다음과 같고 매주 수요일 ~ 일요일만 운행하며 월요일, 화요일은 운행하지 않는다.

| 노선   | 번호       | 운행 구간   | 비고                          |
| ------ | ---------- | ----------- | ----------------------------- |
| 영동선 | 2511, 2514 | 영주 - 철암 | 2514열차는 봉화, 춘양 미 정차 |
| 영동선 | 2512, 2513 | 분천 - 철암 |                               |

### 정차역
영주-봉화-춘양-분천-양원-승부-철암

## 특이 사항
- 백두대간협곡열차는 2014년 5월 25일 KBS 2TV의 다큐멘터리 프로그램인 다큐멘터리 3일 《바람이 쉬어가는 간이역 - 원곡마을 양원역 72시간》에 등장하였다.
- skyTV의 레일로드에도 이 열차가 소개되었다.